# Cohocton, New York
Cohocton, New York (енгл. Cohocton) град је у америчкој савезној држави Њујорк.

## Демографија
По попису из 2010. године број становника је 838, што је 16 (-1,9%) становника мање него 2000. године.
| Група             | 2000.       | 2010.       |
| Белци             | 840 (98,4%) | 810 (96,7%) |
| Афроамериканци    | 0 (0,0%)    | 3 (0,4%)    |
| Азијати           | 0 (0,0%)    | 1 (0,1%)    |
| Хиспаноамериканци | 1 (0,1%)    | 11 (1,3%)   |
| Укупно            | 854         | 838         |